# کاروانسرای وهاب زاده
کاروانسرای وهاب زاده مربوط به دوره قاجار است و در رفسنجان، محله قطب‌آباد، شمال خیابان معلم واقع شده و این اثر در تاریخ ۱۲ بهمن ۱۳۸۱ با شمارهٔ ثبت ۷۲۷۹ به‌عنوان یکی از آثار ملی ایران به ثبت رسیده است.